# Dan Hjalmarsson
Dan Hjalmarsson, född 1953, har varit verksam som forskare, företagare och svensk myndighetschef. Han har forskat i småföretagarfrågor, arbetat på Industridepartementet och som konsult och grundare av Eurofutures, numera en del av Sweco. Han var generaldirektör för Myndigheten för tillväxtpolitiska utvärderingar och analyser (Tillväxtanalys) 2009–2015.